# 安利·摩亞
安利·摩亞（Emre Mor，1997年7月24日—），是一名土耳其和馬其頓混血的土耳其足球員。現時被土耳其足球超级联赛球會費倫巴治外借至艾尤普，他曾效力於土耳其國家足球隊。司職翼鋒。

## 早期生涯
2013年12月，當摩亞16歲時，曾到法國甲組足球聯賽的聖伊天試訓，可惜不成功。
在2015年1月被寧比放棄前，他曾代表寧比的U17和U19青年軍上場。球會認為他未夠天份。

## 球會生涯

### 洛斯查蘭特
除了北西蘭外，還有數間丹麥球會和海外球會希望簽下摩亞。2015年1月31日，摩亞選擇與洛斯查蘭特簽約。
11月28日，摩亞首次為洛斯查蘭特一隊上陣。在對陣蘭達斯的聯賽比賽中，他上陣了84分鐘，但球隊以0比1落敗。在下一場聯賽對陣邦比時，他正選上陣，有着出色的表現，令球會與他續約，並讓他在2016年1月進入球隊常規陣容。

### 多蒙特
2016年6月7日，德國甲組足球聯賽球會多蒙特宣佈簽下摩亞，穿上9號球衣。

## 國家隊生涯
摩亞在丹麥的哥本哈根郊區出生及長大，他的父親為土耳其人，母親則是馬其頓人。他曾代表丹麥上陣U17、U18及U19的比賽。但是，在2016年，摩亞選擇接受土耳其足總的征召，代表土耳其U21出賽。他在2017年歐洲U-21足球錦標賽外圍賽的比賽對陣斯洛伐克U21時，首次代表土耳其U21上陣。
在2016年歐洲國家盃中，摩亞成為土耳其國家足球隊其中一員，成為歐洲國家盃第3年輕的上陣球員。他在對陣黑山的比賽中，首次代表土耳其國家隊上陣。摩亞亦有在其後對陣克羅地亞和捷克的比賽有上場的機會。

## 外部連結
- 安利·摩亞－UEFA國際賽競賽紀錄
- 安利·摩亞 （页面存档备份，存于） on Scoresway
- 安利·摩亞 （页面存档备份，存于） on DBU